# Научное общество
Нау́чное о́бщество (учёное о́бщество или нау́чная ассоциа́ция) — организация, которая существует, чтобы содействовать развитию и распространению академической дисциплины или профессии, или группы связанных дисциплин или профессий. Членство в научных обществах может быть как открытым для всех, так и ограниченным (только для людей подтвердивших свою квалификацию). В ряде научных обществ членство может быть приобретено только путём выборов.

## Описание
Большинство научных обществ являются некоммерческими организациями. Их деятельность, как правило, включает в себя проведение регулярных конференций для представления и обсуждения новых результатов научных исследований и публикаций или спонсирует научные журналы в определённой научной дисциплине. Некоторые из них также действуют как профессиональные органы, регулирующих деятельность своих членов в государственных или коллективных (межгосударственных) интересах. В отличие от научных академий, учёные общества (буквально с момента своего появления) были объединениями популяризаторов науки много более широкими по своему представительству, объединявшими врачей, путешественников, писателей и представителей многих других гуманитарных профессий.
Старейшими научными обществами, в частности, являются Sodalitas Litterarum Vistulana (англ., основано ок. 1488 года); Национальная академия деи Линчеи (основана в 1603 году), Французская академия (основана в 1635 году), Леопольдина (основана в 1652 году), Лондонское королевское общество (основано в 1660 году).
Научные общества могут иметь весьма общий характер, как, например, Американская ассоциация содействия развитию науки, специфический для данной дисциплины, такие как Ассоциация современного языка Америки, или специфическими для данной области исследований, как, например, Королевское энтомологическое общество Лондона.
Некоторые общества предлагают членство для тех, кто заинтересован в конкретной теме или дисциплине, при условии, что они платят членские взносы.